# Luis Climent Cicujano
Luis Climent Cicujano (Tortosa, c. 1917-Madrid, 1975) fue un periodista español.

## Biografía
Nacido en la localidad tarraconense de Tortosa, se dedicó al periodismo. Durante el periodo de la Segunda República fue redactor-jefe del diario de la Lliga Catalana en Tortosa, Ara. Tras el estallido de la Guerra civil fue detenido por ser afecto a la sublevación militar, aunque sería puesto en libertad pocos días después. A comienzos de 1939, coincidiendo con el final de la contienda, pasó a trabajar para el Servicio nacional de Prensa, en Burgos.
Durante el franquismo Luis Climent desarrolló su carrera profesional en medios pertenecientes a la cadena de prensa del «Movimiento». Fue director del Diario Español de Tarragona, Amanecer de Zaragoza, y posteriormente del diario barcelonés Solidaridad Nacional. Ocupó el cargo de agregado de prensa en las embajadas de Londres y El Cairo, llegando a permanecer quince años en Egipto; en este tiempo fue corresponsal del diario Madrid. También ocupó otros puestos relevantes como jefe nacional del Servicio Informativo Sindical, jefe de la sección extranjera de la agencia EFE, y redactor en periódicos como El Alcázar o Pueblo.
Falleció en Madrid el 14 de junio de 1975, a los 58 años.

## Obras
- —— (1942). Rojos en Tarragona y su provincia. Tarragona.[6]